# Patong Girl
Patong Girl ist ein deutsch-thailändischer Spielfilm aus dem Jahr 2014 von Susanna Salonen, die auch das Drehbuch schrieb. Max Mauff spielt den jungen Deutschen Felix, der sich während des Urlaubs mit seiner Familie in Phuket in die transgeschlechtliche Thailänderin Fai verliebt. Die Uraufführung des Films war am 22. Juni 2014 beim 10. Festival des deutschen Films in Ludwigshafen. Der offizielle Kinostart war am 25. Dezember 2014. Der Film wurde 2016 mit dem Grimme-Preis ausgezeichnet.

## Handlung

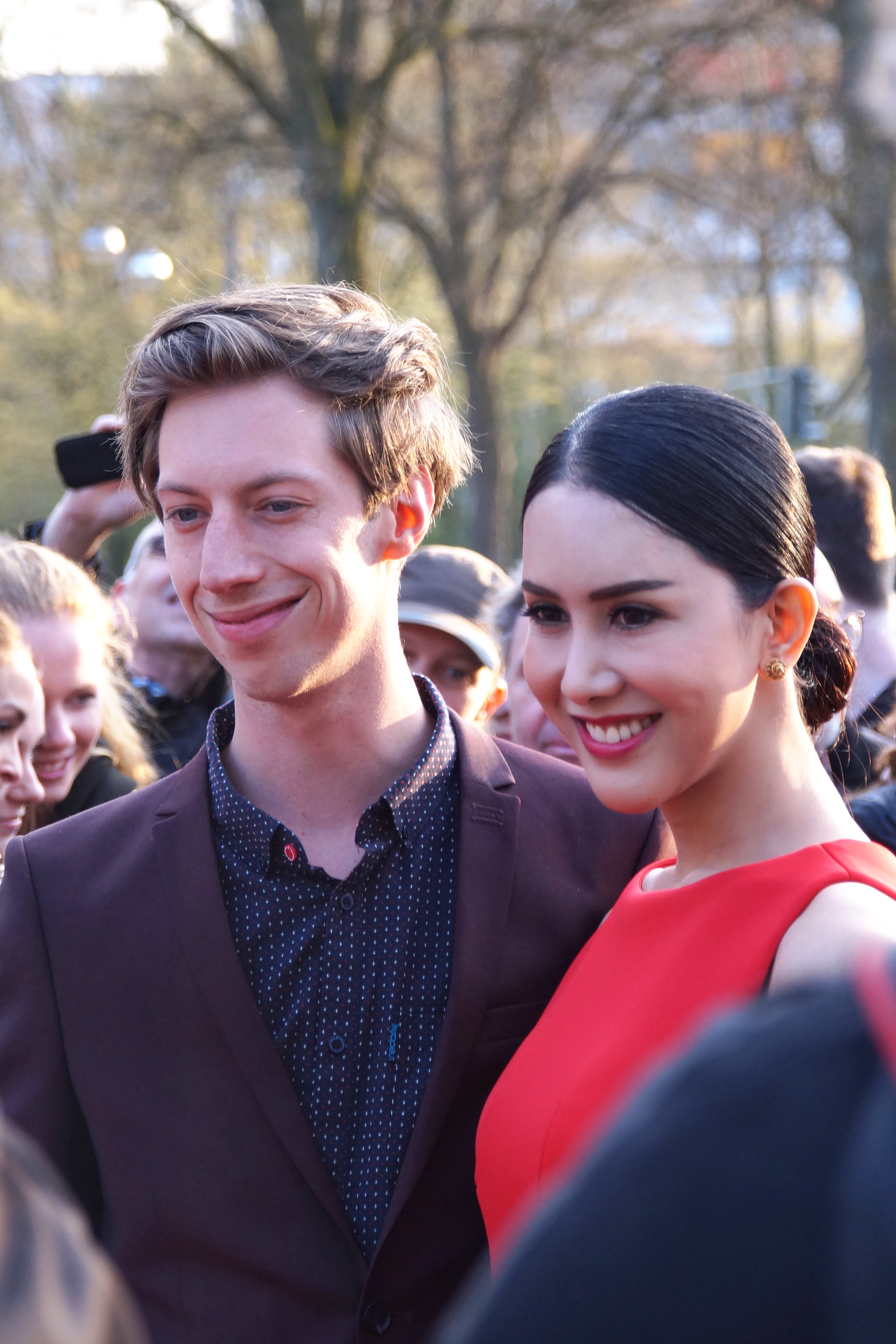
Preisträger Max Mauff und Aisawanya Areyawattana beim Grimme-Preis 2016

Die deutsche Familie Schröder hatte sich ihren Weihnachtsurlaub auf der thailändischen Ferieninsel Ko Phuket irgendwie anders vorgestellt. Sie landen wegen eines Buchungsfehlers in einem billigen Hotel in der von der Touristikbranche geprägten Stadt Patong. Dort verliebt sich der gerade einmal volljährige Sohn Felix in die hübsche, junge Thailänderin Fai. Fai kommt aus dem Isaan im Nordosten Thailands. Felix ist von Fai hingerissen, und sie scheint seine Gefühle zu erwidern. Felix’ älterer Bruder Tommy denkt, dass Fai eine Prostituierte sein könnte. Seine Eltern Annegret und Ullrich hegen ähnliche Vermutungen. Fais Geheimnis ahnt niemand. Am Ende ihres Urlaubs steht ein trauriger Abschied an, als Felix beschließt, seinem Herzen zu folgen und einfach länger zu bleiben. Felix fährt mit Fai in die thailändische Provinz – und seine besorgte Mutter Annegret fährt hinterher. Während der Busfahrt zeigt Fai Felix ihren Personalausweis, in dem ihr Geburtsgeschlecht als „männlich“ angegeben ist. Fai ist ein „Patong Girl“ (Kathoey) – eine biologisch männliche Person, die sich durch plastisch-chirurgische Operationen anatomisch dem weiblichen Geschlecht angleichen ließ. Während Fai ins Elternhaus zurückkehrt, kommt Felix in einem Hotel unter. Fai möchte Felix ihrer Familie bei einem gemeinsamen Abendessen vorstellen, lässt jedoch davon ab, da Felix kurz zuvor eine große Menge Alkohol konsumiert hat. Später betrachten beide an einem Ufer sitzend das nächtliche Gewässer. Das Ende des Films lässt offen, ob Fai und Felix eine gemeinsame Zukunft haben.

## Hintergrund
Die Regisseurin Susanna Salonen jobbte in den 1990er Jahren in Phuket als Tauchlehrerin. Dort habe sie die Welt der thailändischen Urlaubsorte kennengelernt, auch ihre Reisedokumentation „Monsoonregen“ von 1999 habe dort ihren Anfang.
Das Low-Budget-Projekt wurde vom 3. Februar bis 15. April 2013 in Niedersachsen, Hamburg und Thailand gedreht. Aus Kostengründen fanden die Filmaufnahmen hauptsächlich in den Kleinstädten Nakhon Nayok, Chonburi, Jomtien und Pattaya statt. Der Film entstand in Co-Produktion mit dem ZDF (Das kleine Fernsehspiel).

## Kritik
Der Berliner Tagesspiegel schrieb: „In Klischees lockt ‚Patong Girl‘ […] und immer wieder behutsam davon weg. Manchmal wird der Film laut und will sich in Situationen verheddern, aber das macht das Leise umso wirkungsvoller.“
Der film-dienst meinte, das „in der Figurenzeichnung mitunter etwas holzschnittartige Spielfilmdebüt meidet eine allzu enge Festlegung auf ein Genre“ und weite „vielmehr den Blick auf Interkulturelles zwischen Bordell und Buddhismus“. Die Filmwebsite kino.de schrieb, Salonen zeichne ein „subtiles wie repräsentatives Porträt über eine ganz gewöhnliche deutsche Familie, die mit ihren Vorurteilen gegenüber Thailand konfrontiert wird“. Dabei sei ein „intelligentes wie authentisches Bild von Thailand gelungen, fernab aller Klischees“. Ulrich Sonnenschein von epd Film lobte den Film und vergab 4 von 5 Sternen. Susanna Salonen lege „viel Wert auf einen authentischen Blick“, ihr Film sei „vor allem ein Plädoyer für Akzeptanz.“ Ihre leicht erzählte Geschichte dringe „tiefer in die Problemlagen dieses Landes ein, als es ein Spielfilm tun“ müsse. Der „dokumentarische Anspruch“ schade dem Film dabei keineswegs.

## Auszeichnungen
Grimme-Preis 2016 in der Kategorie „Fiktion/Spezial“
Auszeichnungen beim Transgender Film Festival 2015:
- Beste Trans-Performance: Aisawanya Areyawattana
- Beste Schauspielerin: Victoria Trauttmansdorff
- Bester Song: „Will you love me in December“ von Elen.[9]